# Ассамблея народов Республики Башкортостан
Ассамблея народов Республики Башкортостан (баш. Башкортостан Республикаһы Халыҡтары Ассамблеяһы) — общественная организация, созданная в 2000 году и являющаяся отделением Ассамблеи народов России. Рабочий орган — Дом дружбы народов Республики Башкортостан.

## История
Учреждена в июне 2000 кандидатами Всемирного курултая (конгресса) башкир, Собора русских Башкортостана, Конгресса татар Башкортостана и другими национально-культурными объединениями.
Было проведено 3 съезда Ассамблеи (22 декабря 2000, 11 июня 2009 год и 28 апреля 2015).

## Список руководителей
- Нияз Абдулхакович Мажитов (2000—2009)[2]
- Ахат Газизьянович Мустафин (2009—2015)[3]
- Зугура Ягануровна Рахматуллина (2015—наст. в.)[4]